# 梨阳站
梨陽站（：／ Iyang yeok */?）是位于韩国全罗南道和顺郡梨陽面梨陽路的一座鐵路站，属于庆全线。

## 历史
- 1930年12月25日 - 落成使用[1]。
- 1997年12月28日 - 新站舍竣工。

## 相鄰車站
韓國鐵道公社
慶全線
鳴鳳－梨陽－綾州